# Antonia maggiore
Antonia maggiore (Atene, 39 a.C. – ...) è stata una nobildonna romana figlia di Marco Antonio e Ottavia minore, nipote di Augusto e nonna dell'imperatore Nerone.

## Biografia

### Origini familiari
Figlia di Marco Antonio e Ottavia minore, sposò Lucio Domizio Enobarbo intorno al 25 a.C., da cui ebbe Gneo Domizio Enobarbo, padre di Nerone. Era inoltre una nipote del primo imperatore Augusto, cugina dell'imperatore Tiberio, prozia paterna dell'imperatore Caligola e zia materna e prozia dell'imperatore Claudio.

### Giovinezza
Antonia nacque ad Atene, in Grecia e dopo il 36 a.C. insieme alla madre ed ai fratelli si trasferì a Roma. Fu allevata dalla madre, dallo zio e dalla zia Livia Drusilla. Dopo che suo padre morì, Augusto permise a lei e a sua sorella più giovane, Antonia minore, di beneficiarne delle proprietà a Roma. Anche se poco si sa di lei, Antonia fu tenuta in grande considerazione come la sorella Antonia minore, madre dell'imperatore Claudio, celebrata per la sua bellezza e virtù.

### Discendenza
Da Lucio Domizio Enobarbo ebbe tre figli accertati:
- Domizia maggiore, sposò il console del 22 Decimo Aterio Agrippa, dal quale ebbe Quinto Aterio Antonino. Si risposò in seconde nozze con Gaio Sallustio Passieno Crispo, console nel 44.
- Gneo Domizio Enobarbo, console nel 32 e padre del futuro imperatore Nerone.
- Domizia Lepida[4], sposò in prime nozze il cugino Marco Valerio Messalla Barbato, console del 20, dal quale ebbe Marco Valerio Messalla Corvino e Valeria Messalina. Si risposò in seguito alla morte del marito con Fausto Cornelio Silla, console suffetto del 31, dal quale ebbe Fausto Cornelio Silla Felice. Si risposò infine con Appio Giunio Silano, console del 28.

Secondo molti storici, inoltre, avevano almeno anche un altro figlio e un'altra figlia:
- Lucio Domizio Enobarbo (nato fra il 20 e il 17 a.C.).
- Domizia minore. Arrivò all'età adulta e si sposò, con discendenza, ma morì prima dell'ascesa di Caligola nel 37.

## Ascendenza
|                       |   |                     | Genitori                     |  |  | Nonni |  |  | Bisnonni              |  |  | Trisnonni |  |
|                       |   |                     |                              |  |  |       |  |  | Marco Antonio Oratore |  |  | …         |  |
|                       |   |                     |                              |  |  |       |  |  | Marco Antonio Oratore |  |  | …         |  |
|                       |   | …                   |                              |  |  |       |  |  | Marco Antonio Oratore |  |  |           |  |
| Marco Antonio Cretico |   |                     |                              |  |  |       |  |  | Marco Antonio Oratore |  |  |           |  |
|                       |   | …                   | …                            |  |  |       |  |  |                       |  |  |           |  |
|                       |   | …                   | …                            |  |  |       |  |  |                       |  |  |           |  |
|                       |   | …                   | …                            |  |  |       |  |  |                       |  |  |           |  |
| Marco Antonio         |   | …                   |                              |  |  |       |  |  |                       |  |  |           |  |
|                       |   | Lucio Giulio Cesare | Lucio Giulio Cesare Strabone |  |  |       |  |  |                       |  |  |           |  |
|                       |   | Lucio Giulio Cesare | Lucio Giulio Cesare Strabone |  |  |       |  |  |                       |  |  |           |  |
|                       |   | Lucio Giulio Cesare | Popillia                     |  |  |       |  |  |                       |  |  |           |  |
| Giulia                |   | Lucio Giulio Cesare |                              |  |  |       |  |  |                       |  |  |           |  |
|                       |   | Fulvia              | …                            |  |  |       |  |  |                       |  |  |           |  |
|                       |   | Fulvia              | …                            |  |  |       |  |  |                       |  |  |           |  |
|                       |   | Fulvia              | …                            |  |  |       |  |  |                       |  |  |           |  |
| Antonia maggiore      |   | Fulvia              |                              |  |  |       |  |  |                       |  |  |           |  |
|                       | … | …                   |                              |  |  |       |  |  |                       |  |  |           |  |
|                       | … | …                   |                              |  |  |       |  |  |                       |  |  |           |  |
|                       | … | …                   |                              |  |  |       |  |  |                       |  |  |           |  |
| Gaio Ottavio          | … |                     |                              |  |  |       |  |  |                       |  |  |           |  |
|                       |   | …                   | …                            |  |  |       |  |  |                       |  |  |           |  |
|                       |   | …                   | …                            |  |  |       |  |  |                       |  |  |           |  |
|                       |   | …                   | …                            |  |  |       |  |  |                       |  |  |           |  |
| Ottavia minore        |   | …                   |                              |  |  |       |  |  |                       |  |  |           |  |
|                       |   | Marco Azio Balbo    | Marco Azio Balbo             |  |  |       |  |  |                       |  |  |           |  |
|                       |   | Marco Azio Balbo    | Marco Azio Balbo             |  |  |       |  |  |                       |  |  |           |  |
|                       |   | Marco Azio Balbo    | Pompea Lucilia               |  |  |       |  |  |                       |  |  |           |  |
| Azia maggiore         |   | Marco Azio Balbo    |                              |  |  |       |  |  |                       |  |  |           |  |
|                       |   | Giulia minore       | Gaio Giulio Cesare           |  |  |       |  |  |                       |  |  |           |  |
|                       |   | Giulia minore       | Gaio Giulio Cesare           |  |  |       |  |  |                       |  |  |           |  |
|                       |   | Giulia minore       | Aurelia Cotta                |  |  |       |  |  |                       |  |  |           |  |
|                       |   | Giulia minore       |                              |  |  |       |  |  |                       |  |  |           |  |